# Тойотомі Хідейосі
Тойото́мі Хідейо́ші (яп. 豊臣秀吉, とよとみひでよし; 1536 — 18 вересня 1598) — один із головних військово-політичних лідерів Японії епохи «воюючих країн». Він є одним із найвидатніших самураїв у японській історії, які присвятили своє життя об'єднанню Японії.

## Імена
Тойотомі Хідейоші декілька разів за життя міняв своє ім'я. Він відомий також як:
- Хійошімару (日吉丸) — дитяче ім'я;
- Кіношіта Токітіро (木下藤吉郎) — ім'я, отримане після церемонії повноліття;
- Хашіба Токітіро (羽柴藤吉郎) — ім'я, обране у 1572 році;
- Хашіба Хідейоші (羽柴秀吉) — ім'я, надане сюзереном у 1573 році (разом із титулом — Хашіба Тікудзен но камі Хідейоші);
- Тойотомі Хідейоші (豊臣秀吉) — ім'я, надане імператором у 1586 році (в офіційних документах за стародавнім стилем — Тойотомі но Хідейоші).

Окрім цього Хідейоші мав прізвиська, надані йому сюзереном Одою Нобунаґою за його специфічну зовнішність:
- Мавпа (猿);
- Лиса миша (禿げ鼠)

## Короткі відомості

Мон роду Тойотомі

Тойотомі Хідейоші народився у селянській родині провінції Оварі (суч. префектура Айті) у 1536 році. В молоді роки, бажаючи стати самураєм, він наймався на службу до декількох воєначальників, поки остаточно не пристав до майбутнього володаря Оварі — Оди Нобунаґи (1554). Останній підвищив Хідейоші до рангу генерала за його кмітливість і блискучий розум. Серед подвигів, які зробили колишнього селянського сина популярним у середовищі військовиків, були будівництво замку Суномата за одну ніч (1566), прикриття тилів у битві при Канаґасакі (1570), «водяний штурм» замку Такамацу (1582) та інші. У 1582 році, після загибелі Оди Нобунаґи у храмі Хонноджі від рук заколотника Акеті Міцухіде, Хідейоші помстився за вбивство сюзерена і наступного року, фактично, узурпував усю повноту влади свого покійного господаря. Отримавши від імператора посади регента-кампаку (1585) і «великого міністра» дайджьодайджін (1586), а також прізвище аристократичного роду Тойотомі, він об'єднав роздроблені «держави» Японії під своїм началом (1591). Хідейоші склав загальнояпонський земельний кадастр, який став основою для оподаткування населення на наступні 300 років, а також провів вилучення усієї наявної зброї у селян і міщан, поділивши японське суспільство на військовиків-адміністраторів і цивільних підлеглих. Останні роки його правління були затьмарені забороною християнства в Японії (1587) і війною проти Кореї та Китаю (1592–1598). Тойотомі Хідейоші помер у 1598 році, залишивши по собі малолітнього сина Хідейорі.

## Молоді роки

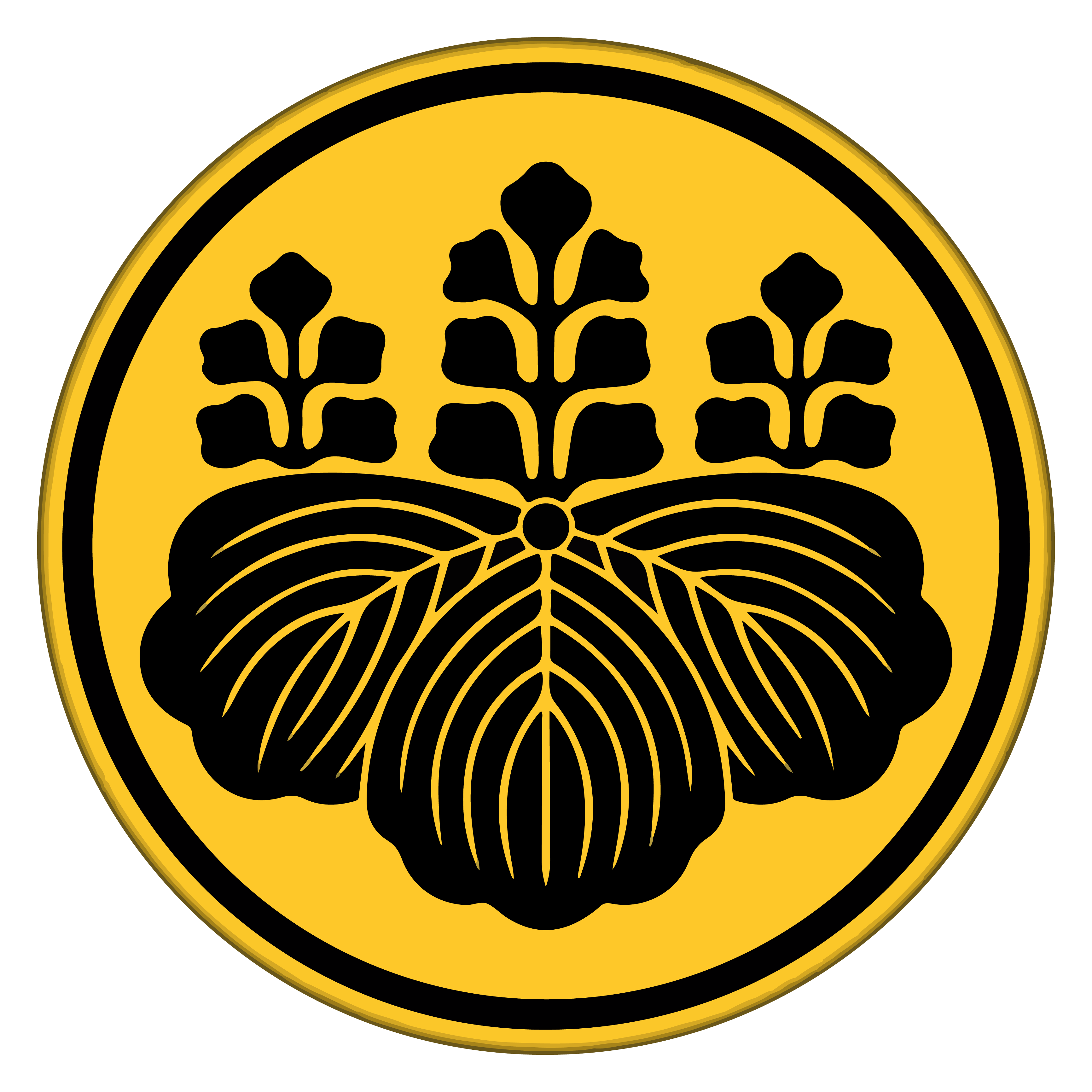
Емблема мон Тойотомі на котрій зображено цвітіння павловнії.

Майбутній правитель Японії  народився у сім'ї селянина Яемона у селі Накамура провінції Оварі (суч. префектура Айті). Точна дата народження невідома. Вчені називають дві: 2 лютого 1536 рік (5 рік Тенбун) і 26 березня 1537 рік (6 рік Тенбун). Родовід батька Хідейоші також погано вивчений. Одні твердять, що він походив з селянського роду, інші ж — що з роду найнижчого прошарку самураїв, піхотинців ашіґару.
Після смерті батька, мати Хідейоші вийшла заміж удруге. Оскільки вітчим постійно бив і сварив її сина, останній вирішив втекти з дому і стати самураєм. Врешті-решт молодий Хідейоші полишив рідні краї і вирушив на Схід, до провінції Суруга (суч. префектура Шідзуока), де збирався найнятися на службу до роду Імаґава.
Селянський син, прийнявши нове ім'я Кіношіта Токітіро, зміг влаштуватися до самурая Мацушіта Наґанорі, одного з васалів Імаґави. Коли через 50 років Хідейоші стане повелителем Японії, він віддячить своєму першому сюзерену, надавши йому замок Кусано і багаті прилеглі землі.

## Служба уОди Нобунаґи
Не маючи змоги вислужитись у роді Імаґава, Хідейоші покинув його у 1554 році (23 році Тенбун) і найнявся на службу до Оди Нобунаґи прислужником — носієм сюзеренівських сандалій.

### З селян у самураї
Кмітливий селянин швидко здійнявся по самурайській ієрархічній драбині. Приводом до цього став ремонт обвалених укріплень резиденції Нобунаґи. Хідейоші, який був тоді ще простим слугою, завершив будівельні роботи за якихось три дні. Це дуже вразило Нобунаґу, і він, не переймаючись соціальним походженням підлеглого, призначив його урядником призамкового міста Кійосу. Оскільки Хідейоші виявив себе чудовим господарником, сюзерен також доручив йому фінансові операції роду Ода. Завоювавши високий соціальний статус, новоспечений самурай закріпив його у 1564 році (7 році Ейроку) шлюбом, одружившись з донькою Асано Наґамаси, васала Нобунаґи.
У 1566 році (9 році Ейроку) Хідейоші відзначився під час війни між Одою Нобунаґою і родом Сайто за провінцію Міно (суч. префектура Ґіфу). Йому вдалося за ніч звести невеликий замок у болотистому районі Суномата, який став головним плацдармом для штурму ворожої цитаделі. Окрім цього, Хідейоші спромігся переманити на свій бік ряд впливових генералів противника. Хід війни змінився, і за два роки поспіль Нобунаґа захопив усю провінцію.
У 1568 році (11 році Ейроку) Хідейоші брав участь у поході військ Оди на Кіото, і був призначений одним із урядників столиці разом із Акеті Міцухіде.

### Війна зАдзаїіАсакурою
У 1570 році (1 року Ґенкі) він увійшов до складу армії Оди Нобунаґи, яка рушила проти роду Асакура, володарів північної провінції Ечідзен (суч. префектура Фукуй). Під час цієї кампанії стало відомо про зраду союзника Адзаї Наґамаса, який збирався разом із силами Асакура узяти армію Оди у кліщі. Нобунаґа вирішив поспішно відступити до столиці і залишив Хідейоші на вірну смерть, призначивши головою ар'єргарду. Проте той успішно відбив усі атаки ворогів у місцевості Канаґасакі та повернувся до Кіото неушкодженим. Ода Нобунаґа був надзвичайно радий бачити живим свого талановитого генерала і щиро нагородив його.
Цей героїчний подвиг — прикриття власних відступаючих військ — змінив ставлення самураїв роду Ода до Хідейоші. Якщо раніше на нього дивились лише як на цивільного вискочку, то відтепер його вважали обдарованим полководцем.

### У статусі володаря замку

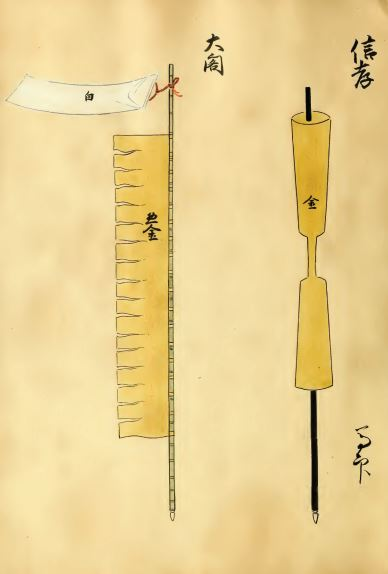
Прапор Тойотомі Хідейоші.
Страждаючи від комплексу власної неповноцінності і бажаючи перевершити свого сюзерена Оду Нобунаґу, Хідейоші змінив його жовті прапори на золоті, аби засвідчити власну велич.

Після знищення роду Адзаї у 1573 році (1 рік Теншьо), Хідейоші отримав колишні володіння цього роду у північній частині провінції Омі (суч. префектура Шіґа) і став володарем замку Наґахама. Оскільки він не мав власних васалів, то прийняв до себе на службу родичів з ба́тьківщини —переважно селян. Крім цього він зробив своїми підлеглими багатьох здібних васалів знищеного роду Адзаї, які деякий час блукали ронінами, не маючи ні роботи, ні прибутку.
Того ж року, він змінив ім'я на Хашіба Хідейоші.
У 1575 році (3 році Теншьо) Хідейоші брав участь у знаменитій битві при Наґашіно, в якій аркебузири Оди Нобунаґи розбили наголову славетну кінноту роду Такеда.
У 1576 році (4 році Теншьо) він був призначений помічником генерала Шібати Кацуіє, командуючого військами Оди проти наступаючих сил Уесуґі Кеншіна. Під час обговорення плану бойових дій Хідейоші посварився із командуючим і самовільно полишив штаб. Як результат, Шібата реалізував свій задум атакувати противника в лоб і армія Оди зазнала нищівної поразки у битві при Тедоріґава. Сюзерен Ода Нобунаґа, довідавшись про фактичне дезертирство Хідейоші, збирався скарати його насмерть, але зважаючи на цінність цього генерала і господарника, лише суворо висварив його.

### Кампанія протиМорі
За спокутування своєї провини, Хідейоші було призначено командуючим військами Оди у кампанії проти могутнього роду Морі, який контролював регіон Тюґоку. За 1577–1578 роки, йому вдалося підкорити декілька малих родів — Акамацу, Бессьо і Кодера — та створити опорний пункт з центром у замку Хімеджі (суч. префектура Хьоґо). У 1579 році (7 році Теншьо) Хідейоші переманив на свій бік рід Укіта, давнього васала роду Морі.
Однак у 1580 році (8 році Тенсьо) у тилу Хідейоші повстав рід Бешшьо. Довелося призупинити наступ на захід і оточити замок повсталих. Ворожа цитадель була взята змором за рік.
Наприкінці того ж року Хідейоші захопив провінцію Таджіма (північна частина суч. префектури Хьоґо), яка належала стародавньому роду Ямана. Рештки васалів Ямана, які зосередилися у замку Тотторі (суч. префектура Тотторі), бачачи безсилість свого сюзерена, прогнали його і перейшли на бік Морі. Однак протрималися вони недовго. У 1581 році (9 році Теншьо) Хідейоші оточив їхній замок і, скупивши увесь провіант в окрузі, узяв його змором.
У 1582 році (10 році Теншьо) він просунувся до провінції Біччю (суч. префектура Окаяма) і взяв у облогу замок Такамацу. Цей замок знаходився у оточеній горами долині, яка з обох боків омивалася ріками. Хідейоші звів дамби навколо замку і змінив потік рік так, що вода залила усю долину. Сильні дощі ще більше збільшили кількість води. Замок перетворився на острівець посеред штучного озера. До його падіння залишалось декілька тижнів.

## Боротьба за наступництво
У травні 1582 року, у Кіото, оточений військами заколотника Акеті Міцухіде, загинув Ода Нобунаґа. Хідейоші в цей час проводив «водяний штурм» замку Такамацу. Довідавшись про смерть сюзерена, він, приховуючи цю новину від противника, уклав з родом Морі перемир'я і поспіхом кинув усі війська на столицю. За три дні Хідейосі подолав відстань у декілька сот кілометрів, і зійшовся з армією Акеті Міцухіде у битві при Ямадзакі, в якій розбив ворога завдяки чисельній перевазі військ.
Ця перемога додала Хідейоші ореолу «месника» і збільшила його вплив серед самураїв. На нараді в замку Кійосу, де вирішувалось питання спадщини роду Ода, він отримав підтримку генералів Ніва Наґахіде й Ікеди Тацуокі. Згідно з рішенням ради, Хідейоші діставав левову частку володінь покійного Нобунаґи і ставав регентом-радником трьохрічного Санбосі, нового голови роду Ода. На цій раді, він також вступив у конфлікт із давнім недругом — Шібатою Кацуіє, з яким через рік почне війну за лідерство у роді.
У 1583 році протистояння між Хідейосі і Сібатою переросло у збройний конфлікт. У вирішальній битві при Шідзуґатаке війська останнього зазнали поразки і відкотилися до провінції Ечідзен (суч. префектура Фукуй). Згодом на бік Хідейоші перейшов Маеда Тосііє, впливовий васал роду Ода і союзник Шібати. Користуючись моментом армія переможців вторглася у володіння супротивника і оточила його головну цитадель Кітаношьо. Коли стало зрозуміло, що замок не вистоїть, Шібата Кацуіе та його дружина Оїчі вчинили сеппуку; понад 80 чоловік їхніх васалів та челяді (серед них жінки та діти) добровільно прийняли смерть разом із паном, спаливши себе в замку.
Після цієї битви опозиційні сили клану Ода капітулювали перед Хідейоші. Він став фактичним наступником Оди Нобунаґи, захопивши його володіння і продовживши справу об'єднання Японії.

## Об'єднання Японії

### Війна зТокуґавою Ієясу
Найбільшим конкурентом Хідейоші у справі об'єднання країни був колишній союзник Оди Нобунаґи — Токуґава Ієясу. У 1584 році обидва полководці зійшлися у битві при Наґакуте, в якій загони самураїв Токуґави вийшли переможцями. Однак економічний і військовий потенціал Хідейоші був настільки потужним, що Ієясу вирішив укласти з ним мир, надіславши свого старшого сина як заручника. Хідейоші повернув його, вимагаючи від Токуґави особисто з'явитися до Кіото і визнати свою залежність. Проте той не збирався покидати своїх володінь і визнавати свій васалітет. Аби виманити Ієясу, Хідейоші одружив його зі своєю сестрою Асахі і відіслав до нього заручником свою літню матір. Врешті-решт, у 1586 році Токуґава прибув до Кіото, де присягнув на вірність новому сюзерену. Таким чином, Хідейоші закріпив за собою статус спадкоємця Оди Нобунаґи.

### Утвердження влади
У 1583 році у містечку Осака, на фундаменті укріплень монастиря Хонґанджі, Хідейоші збудував великий і розкішний замок. За згадками сучасників, таких укріплень не мала жодна фортеця ані в Японії, ані Китаї, ані Кореї. Осака стала головним фінансовим центром та фактичною столицею країни.
У 1580-х роках Хідейоші збирався сформувати шьоґунат, однак відмова шьоґуна-вигнанця Ашікаґи Йошіакі визнати його сином, поховали цей задум. Оскільки стати верховнокомандуючим усіх японських самураїв він не зміг, було вирішено стати «першою особою» при імператорському дворі і керувати державою від імені імператора.
6 серпня 1585 році Хідейоші отримав посаду Імператорського радника кампаку. Наступного року йому були жалувані аристократичне прізвище Тойотомі та посада Міністра великої політики, найвища при Імператорському дворі. Це був початок легітимного правління того, хто за японськими звичаями ніколи не міг керувати країною, в силу свого плебейського походження.

### ЗавоюванняШікоку
Після розгрому буддистських повстанців у провінції Кії (суч. префектура Вакаяма), Хідейоші скерував свої війська до острова Шікоку, який знаходився під владою місцевого правителя Чьосокабе Моточіки. У 1584 році, перед початком війни, останньому було запропоновано визнати свій васалітет від роду Тойотомі, віддати центральні землі острова й отримати в заміну три тамтешні провінції. Чьосокабе звичайно відмовився і Хідейоші відправив до Шікоку експедиційну армію під командуванням свого молодшого брата. Загальна кількість наступаючого війська перевищила 100 тисяч чоловік, які просувалися з півночі і сходу. Чьосокабе зазнав ряд поразок у серії битв і, урешті-решт, вирішив здатися.
Після цієї кампанії Хідейоші завоював бунтівну провінцію Каґа (суч. префектура Ішікава), у якій порядкував колишній васал Оди Нобунаґи — Сасса Нарімаса.

### ЗавоюванняКюшю
У 1585 році, на острові Кюсю рід Шімадзу розширив свої володіння за рахунок земель, які належали союзникам Хідейоші. Вимоги визнати залежність Шімадзу від Тойотомі були відхилені, що стало приводом до інтервенції. Її пришвидшила поразка військ союзників Хідейоші з Кюшю і Шікоку, яку нанесли їм загони самураїв Шімадзу у 1586 році, у битві при Хецуґікава.

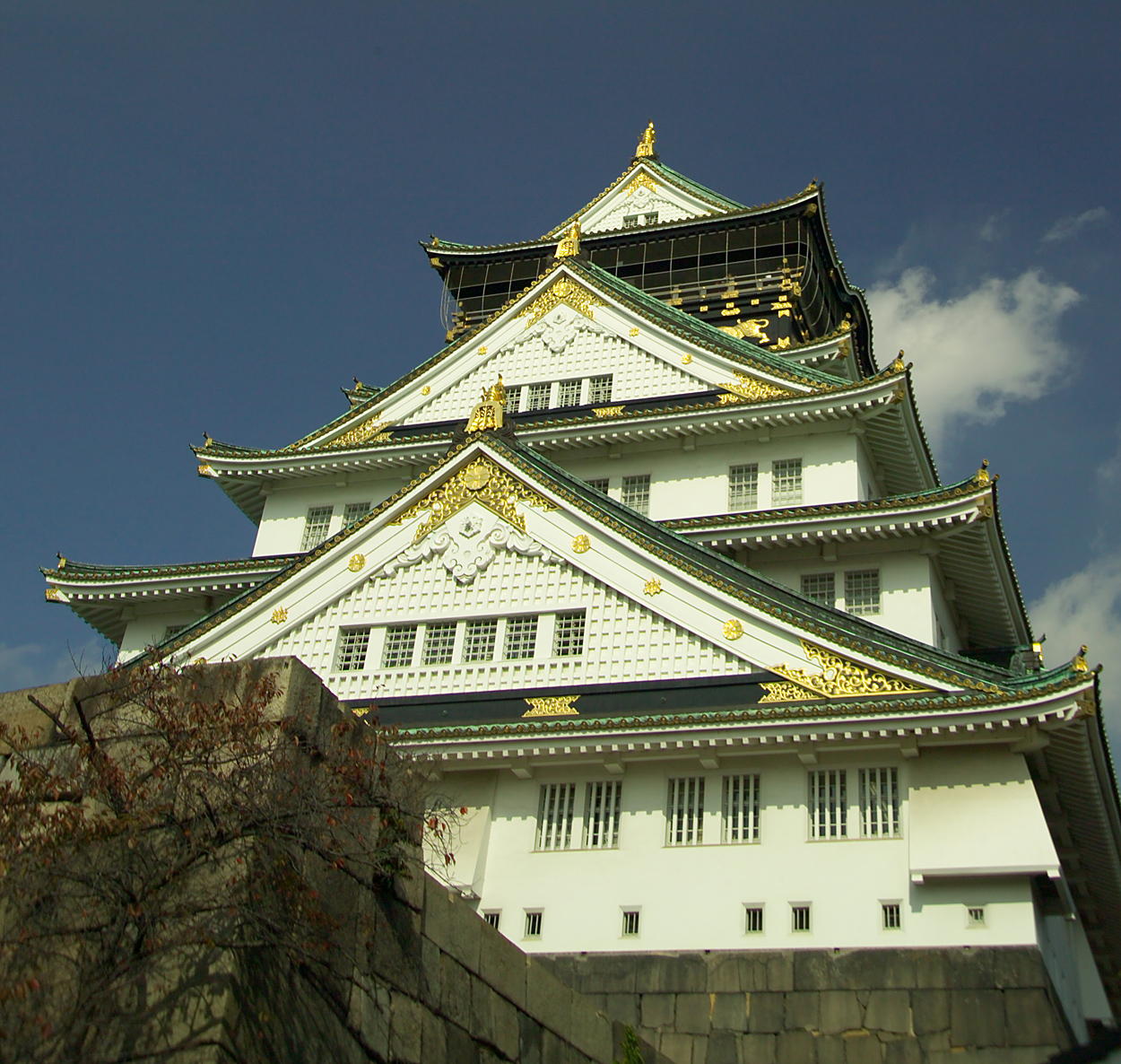
Осацький замок, реставрований після другої світової війни. Символ минулої величі Тойотомі Хідейоші.

У 1587 році Хідейоші особисто вирушив у похід до острова Кюшю, ведучи 200-тисячне військо. Шімадзу не змогли протистояти армії, яка вдесятеро переважала їхні сили, і здалися.
Таким чином, уся Західна Японія опинилася під контролем Тойотомі Хідейоші. На завойованих землях він заборонив поширювати християнство (1587) і вилучив зброю у місцевого населення (1588).

### Облога замку Одавара
З 1589 року Хідейоші обдумував план знищення найбільшого володаря регіону Канто, роду Ґо-Ходжьо. Приводом до розв'язання війни, стало захоплення васалами останнього з замків, котрі належали родам Санада і Судзуку, союзникам Тойотомі. У 1590 році Хідейоші обложив головну цитадель противника, вирішивши узяти її змором.
Під час облоги він наказав усім володарям Східної Японії з'явитися до його ставки і засвідчити свою лояльність. Майже всі самураї з регіону Тохоку прибули до штабу Хідейоші і визнали свою залежність від нього.
За три місяці ворожа фортеця, яку свого часу не змогли взяти такі славетні полководці як Такеда Шінґен і Уесуґі Кеншін, пала. Голова роду Ґо-Ходжьо вчинив сеппуку разом із синами.

### Внутрішня політика
Поваливши останнього великого ворога, Хідейоші об'єднав усі японські землі під своєю рукою. Столітній період міжусобиць і воєн скінчився. Вважаючи справу свого життя завершеною, він передав титул правителя кампаку своєму племіннику Хідецуґу, і сам прийняв звання тайко (регента у відставці).
Хідейоші продовжив економічний курс свого попередника Оди Нобунаґи, головним принципом якого була вільна торгівля. Він збирався провести грошову реформу, розпочавши карбування першої японської золотої монети. Хідейоші також склав всеяпонський земельний кадастр і закріпив землю за тими, хто її обробляв — селянами. Його політика вилучення зброї у простолюдинів, сприяла формуванню класового суспільства, яке відтепер було поділене на військових адміністраторів (самураїв) і цивільних підданих (селян, міщан, торгівців).

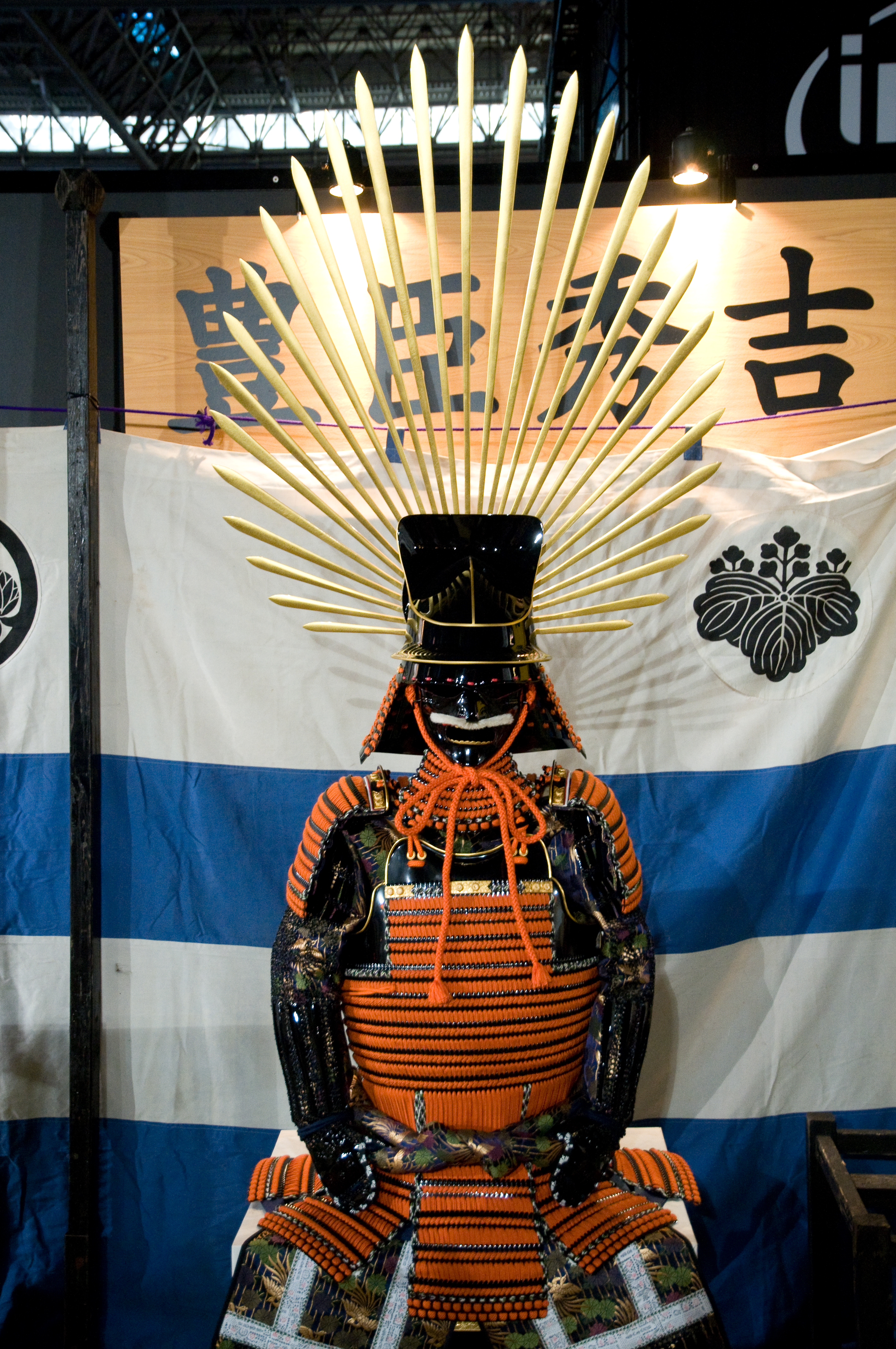
Обладунок Тойотомі Хідейоші, його шолом прикрашений хрестом-плюмажем у формі 29 листків ірису, які символізують сонце.

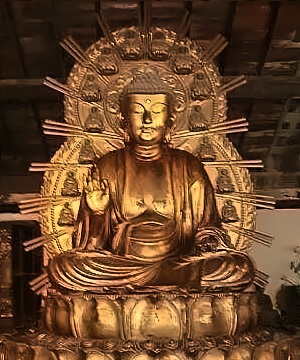
Копія великого Будди з Кіото, побудована Тойотомі Хідейоші

До відомих внутрішньополітичних заходів Хідейоші, належить наказ про вигнання місіонерів (1587) та вбивства християн на острові Кюшю (1589). Традиційна історіографія трактує ці вчинки як боротьбу японців з Заходом, який намагався «колонізувати їх країну через поширення християнства» . Проте новітні дослідження вказують, що такі дії Хідейоші були мотивовані не політичною доцільністю, а особистою ненавистю до християн, приводом до якої стали відмови цнотливих християнок з Кюшю ставати його наложницями.

## Війна в Кореї
У 1592 році Хідейоші проголосив, що збирається завоювати Корею, Китай, а якщо вийде — й Індію. Насамперед, він відрядив 100-тисячну армію самураїв до Корейського півострова і переніс свою ставку з Осаки на захід, до містечка Наґоя на острові Кюсю, в якому звів велетенський замок.
Причини початку війни не відомі. Історики-раціоналісти пояснюють їх намаганнями Хідейоші видворити з Японії агресивно налаштованих самураїв, скерувавши їх на штурм «уявного зовнішнього ворога». З іншого боку, дослідники-прагматисти трактують розв'язання війни як персональну примху войовничого Тойотомі, якому вже було сумно у пацифікованій Японії. Існує і третя точка зору, згідно з якою головною причиною початку конфлікту був стан здоров'я Хідейоші — він зійшов з глузду.
Перші місяці війни були успішними. Японці захопили центральні корейські міста і вийшли на кордон з Китаєм. Проте незабаром у їх тилу розгорнулася активна партизанська боротьба, яку очолила корейська знать. Вступ же 300- тисячної китайської армії на допомогу васальній корейській державі різко змінив ситуацію на фронті. Самураї були змушені відступити до околиць сучасного Сеула, де їм вдалося спинити просування китайських військ. Корейський півострів опинився фактично поділений на північну (китайську) і південну (японську) частини. Генерали обох армій уклали тимчасове перемир'я, домовившись про відправку посольства до Хідейоші і обговорення умов остаточного миру.
Тим часом у 1593 році, в Японії, наложниця літнього Тойотомі народила йому сина Хідейорі. Бажаючи передати владу сину перед своєю смертю, Хідейоші позбавив власного племінника посади кампаку, яка була символом голови родини Тойотомі, і наказав йому вчинити сеппуку. Хідейоші, відчуваючи близьку кончину, зібрав найвпливовіших володарів Японії і створив опікунську раду п'яти старійшин і раду п'яти управителів, завданням яких було допомагати його сину Хідейорі в управлінні державою після смерті його батька.
У 1596 році до Осаки прибуло китайське посольство з умовами миру. Китайці визнавали Хідейоші «королем Японії» і вимагали негайно вивести війська з Кореї — васальної їм держави. Амбіційний Хідейоші не лише не прийняв цих умов, але й вилаяв посольство і їхнього імператора. У 1597 році війна на Корейському півострові поновилася. Однак японці не змогли просунутись на північ. Навіть більше, вони не спромоглися утримати завойовані території і відступили до південного узбережжя.
Між тим, 18 вересня 1598 року Тойотомі Хідейоші помер. Звістка про це долетіла до експедиційних військ у Кореї і стомлені самураї негайно почали евакуацію додому. Смерть Хідейоші також стала сигналом до дії для Токуґави Ієясу, члена опікунської ради п'яти старійшин, який за 15 років знищив рід Тойотомі і захопив владу в Японії.